# Zacky Vengeance
 (juillet 2011).
Si vous disposez d'ouvrages ou d'articles de référence ou si vous connaissez des sites web de qualité traitant du thème abordé ici, merci de compléter l'article en donnant les références utiles à sa vérifiabilité et en les liant à la section « Notes et références ».
Zacky Vengeance, né Zachary James Baker le 11 décembre 1981 à Huntington Beach, est le guitariste rythmique du groupe Avenged Sevenfold.
Il joue de la guitare depuis qu'il a treize ans, et a appris de lui-même. Il a d'abord joué dans un groupe de punk rock nommé MPA (acronyme de Mad Porno Action), avant de fonder Avenged Sevenfold avec M.Shadows et The Rev. Il a par ailleurs créé une ligne de vêtements nommée Vengeance University. Zacky Vengeance utilise des guitares de la marque Schecter où il possède ses propres modèles de signature.

## Biographie
Zacky fait ses études à la Huntington Beach High School et forme Avenged Sevenfold avec M. Shadows et The Rev. Auparavant, il est dans le groupe punk rock Mad Porno Action. Zachary choisit son nom de scène « Zacky Vengeance » en réponse à tous les gens qu'il a côtoyé au lycée avec qui il a eu un certain nombre de problèmes. Il a aussi trouvé le nom de scène de Jonathan Seward « Johnny Christ ». De plus, Zacky est responsable de la création de l'abréviation du groupe: « A7X ».
Le 20 avril 2011, Zacky Vengeance a remporté un Revolver Golden God pour meilleur guitariste avec son ami Synyster Gates.
En 2011, Zachary marie Gena Paulhus, cependant le mariage ne durera pas et ils divorceront en 2013. Depuis 2014, il est en couple avec Meagan Johnson, une modèle de la marque de vêtements de Zachary, "Vengeance University".
Zacky Vengeance a deux fils, Tennesse James Baker et Ozzy.

## Tatouages
Le corps de Zacky est recouvert de tattoos, notamment de :
- Un moineau traversé par un poignard sur la jambe
- Un cercueil rouge et violet sur le côté de l'index droit qu'il partage avec les membres d'Avenged Sevenfold et Good Charlotte
- Le logo des Anaheim Angels derrière l'oreille gauche
- Le mot Vengeance et le chiffre Sept dans le dos
- Jesus sur l'avant bras droit
- Une femme décapitée sur le bras droit
- Un crâne avec des ailes de chauve-souris sur le bras gauche (le logo d'Avenged Sevenfold)
- Le mot « Forever » inscrit sur son cou, un hommage en référence au batteur The Rev, décédé en 2009.

## Matériel

### Guitares
- Schecter Guitar Research Zacky Vengeance 6661 Electric Guitar
- Schecter Guitar Research Zacky Vengeance 6661 Electric Guitar
- Schecter Zacky Vengeance Blade and Mirror guitars
- Schecter Zacky Vengeance Custom and Standard model guitars
- Schecter S-1 and S-1 Elite, and S-1 Bada Bling guitars
- Schecter Guitar Research S-1 Custom Electric Guitar
- Schecter Custom "Gynecologist" White w/ Blood Splatter S-1 Elite
- Schecter Custom "Gynecologist" Black w/ Blood Splatter S-1 Elite
- Fender Telecasters on stage in addition to his other guitars.
- Fender American Vintage Series '52 Telecaster Electric Guitar
- Gibson SG
- Gibson 2014 Sg Standard Electric Guitar Ebony
- Ovation acoustic

### Amplificateurs
- Jet City JCA100H amplifier (2011)
- Jet City Amplification Jca Series Jca100h 100 W Tube Guitar Amp Head Black
- Marshall JVM205H - 50 watt model (2010)
- Marshall JCM800 head
- Marshall 1960B 4x12 cab
- Bogner Ubershall and Caveman Head
- Bogner Uberkab 4x12 Cabinet
- Bogner Uberschall Series 120 W
- Mesa Boogie Dual Rectifier Head
- Mesa Triple Recto Cab

### Pédales d'effet
- Boss Rv-5 Digital Reverb Effects Pedal
- Visual Sound H2O Liquid Chorus and Echo
- Line 6 Tonecore Constrictor
- Line 6 DL4 Delay Modeler
- Seymour Duncan SFX-01 Pickup Booster
- Voodoo Lab GCX Audio Switcher
- Line 6 PODxt Pro
- Ebtech Hum Eliminator
- Whirlwind AB-8 Audio Switcher
- Shure U4 Wireless Systems
- MXR Zakk Wylde Black Label Chorus
- ISP Decimator noise gate
- MXR Custom Shop Compressor
- Ibanez LoFi pedal
- Dunlop DC Brick
- Boss Chromatic Tuner pedal

### Accessoires
- Boss TU-2 Chromatic Tuner
- Voodoo Lab GCX Audio Switcher
- Ernie Ball "Skinny Top, Heavy Bottom 10-52" strings
- Dunlop Tortex Vengeance University 0,73 mm (VU logo)